# Đại hội Thể thao Đông Nam Á 1991
Đại hội Thể thao Đông Nam Á 1991, tên gọi chính thức là Đại hội Thể thao Đông Nam Á lần thứ 16, là một sự kiện thể thao đa môn được tổ chức tại Manila, Philippines, từ ngày 24 tháng 11 đến ngày 5 tháng 12 năm 1991, với 28 môn thể thao được đưa vào chương trình thi đấu. Đây là lần thứ hai quốc gia này đăng cai tổ chức đại hội, và là lần đầu tiên kể từ năm 1981. Đại hội được khai mạc chính thức bởi Tổng thống Corazon Aquino tại Sân vận động Tưởng niệm Rizal ở Manila thông qua một lễ khai mạc đầy màu sắc. Đây là kỳ SEA Games duy nhất vào thời điểm đó mà cuộc đua giành vị trí nhất toàn đoàn diễn ra vô cùng gay gắt. Huy chương quyết định được xác định ở môn thi cuối cùng – marathon nữ, nơi Indonesia giành huy chương vàng.
Bốn môn thể thao (bắn cung, canoeing, thuyền buồm và ba môn phối hợp) được tổ chức tại các địa điểm ở Vịnh Subic.
Mười bốn năm sau SEA Games 1991, Philippines tiếp tục đăng cai tổ chức kỳ đại hội năm 2005. Mười bốn năm sau nữa, Philippines tổ chức SEA Games 2019, đánh dấu lần đầu tiên sự kiện được tổ chức trên phạm vi toàn quốc..
Biểu trưng của SEA Games 1991 được thiết kế bởi Ernesto A. Calaguas. Linh vật của đại hội là một chú gà trống nhiều màu sắc có tên là Kiko Labuyo.

## Quốc gia tham dự
- Brunei
- Indonesia
- Lào
- Malaysia
- Myanmar
- Philippines (Chủ nhà)
- Singapore
- Thái Lan
- Việt Nam

## Linh vật
Kiko Labuyo, một chú gà, là linh vật của SEA Games 1991.

## Bảng tổng sắp huy chương
| Hạng               | Đoàn               | Vàng | Bạc | Đồng | Tổng số |
| ------------------ | ------------------ | ---- | --- | ---- | ------- |
| 1                  | Indonesia (INA)    | 92   | 87  | 67   | 246     |
| 2                  | Philippines (PHI)  | 91   | 62  | 86   | 239     |
| 3                  | Thái Lan (THA)     | 72   | 80  | 69   | 221     |
| 4                  | Malaysia (MAS)     | 36   | 38  | 66   | 140     |
| 5                  | Singapore (SIN)    | 18   | 32  | 45   | 95      |
| 6                  | Myanmar (MYA)      | 12   | 16  | 29   | 57      |
| 7                  | Việt Nam (VIE)     | 7    | 12  | 10   | 29      |
| 8                  | Brunei (BRU)       | 0    | 0   | 8    | 8       |
| 9                  | Lào (LAO)          | 0    | 0   | 0    | 0       |
| Tổng số (9 đơn vị) | Tổng số (9 đơn vị) | 328  | 327 | 380  | 1035    |

## Môn thể thao
- Thể thao dưới nước  (chi tiết)

- Bắn cung  (chi tiết)

- Điền kinh  (chi tiết)

- Cầu lông  (chi tiết)

- Bóng rổ  (chi tiết)

- Billiards và snooker  (chi tiết)

- Thể hình  (chi tiết)

- Bowling  (chi tiết)

- Quyền Anh  (chi tiết)

- Xe đạp  (chi tiết)

- Đấu kiếm  (chi tiết)

- Bóng đá  (chi tiết)

- Golf  (chi tiết)

- Thể dục dụng cụ  (chi tiết)

- Judo  (chi tiết)

- Karate  (chi tiết)

- Chèo thuyền  (chi tiết)

- Thuyền buồm  (chi tiết)

- Cầu mây  (chi tiết)

- Bắn súng  (chi tiết)

- Bóng mềm  (chi tiết)

- Bóng quần  (chi tiết)

- Bóng bàn  (chi tiết)

- Taekwondo  (chi tiết)

- Quần vợt  (chi tiết)

- Bóng chuyền  (chi tiết)

- Cử tạ  (chi tiết)

- Wushu  (chi tiết)

## Lo ngại và tranh cãi
Cắt giảm huy chương vàng

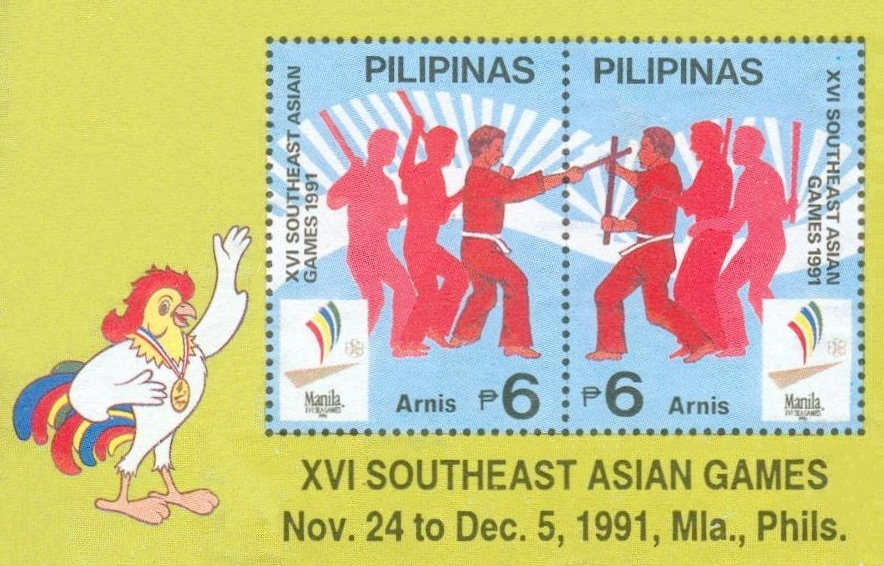
Một con tem của SEA Games 1991

Philippines lẽ ra đã giành được tổng cộng 91 huy chương vàng tại kỳ SEA Games 1991. Tuy nhiên, một trong số các huy chương vàng ở môn boxing đã bị tuyên bố là không chính thức. Theo kế hoạch ban đầu, trận chung kết này sẽ diễn ra giữa một võ sĩ người Philippines và một võ sĩ người Thái Lan, nhưng võ sĩ Thái đã có kết quả dương tính với chất cấm trong cuộc kiểm tra doping. Ban đầu, chiếc huy chương vàng được trao cho Philippines. Thế nhưng chỉ vài ngày sau, Ban Tổ chức SEA Games đã tuyên bố không có huy chương vàng và bạc nào được trao cho nội dung này, với lý do trận đấu chưa từng được diễn ra.

## Truyền thông
SEA Games 1991 được phát sóng bởi Đài Truyền hình Quốc gia Indonesia, TVRI, RCTI & SCTV từ 24 tháng 11 – 3 tháng 12 năm 1991